# ولادیمیر کروتوف
ولادیمیر کروتوف (روسی: Владимир Евгеньевич Крутов؛ ۱ ژوئن ۱۹۶۰ – ۶ ژوئن ۲۰۱۲) بازیکن هاکی روی یخ اهل اتحاد جماهیر شوروی سوسیالیستی بود.
از باشگاه‌هایی که در آن بازی کرده‌است می‌توان به ونکوور کناکز اشاره کرد.